# Lorenzo Maria Bottari

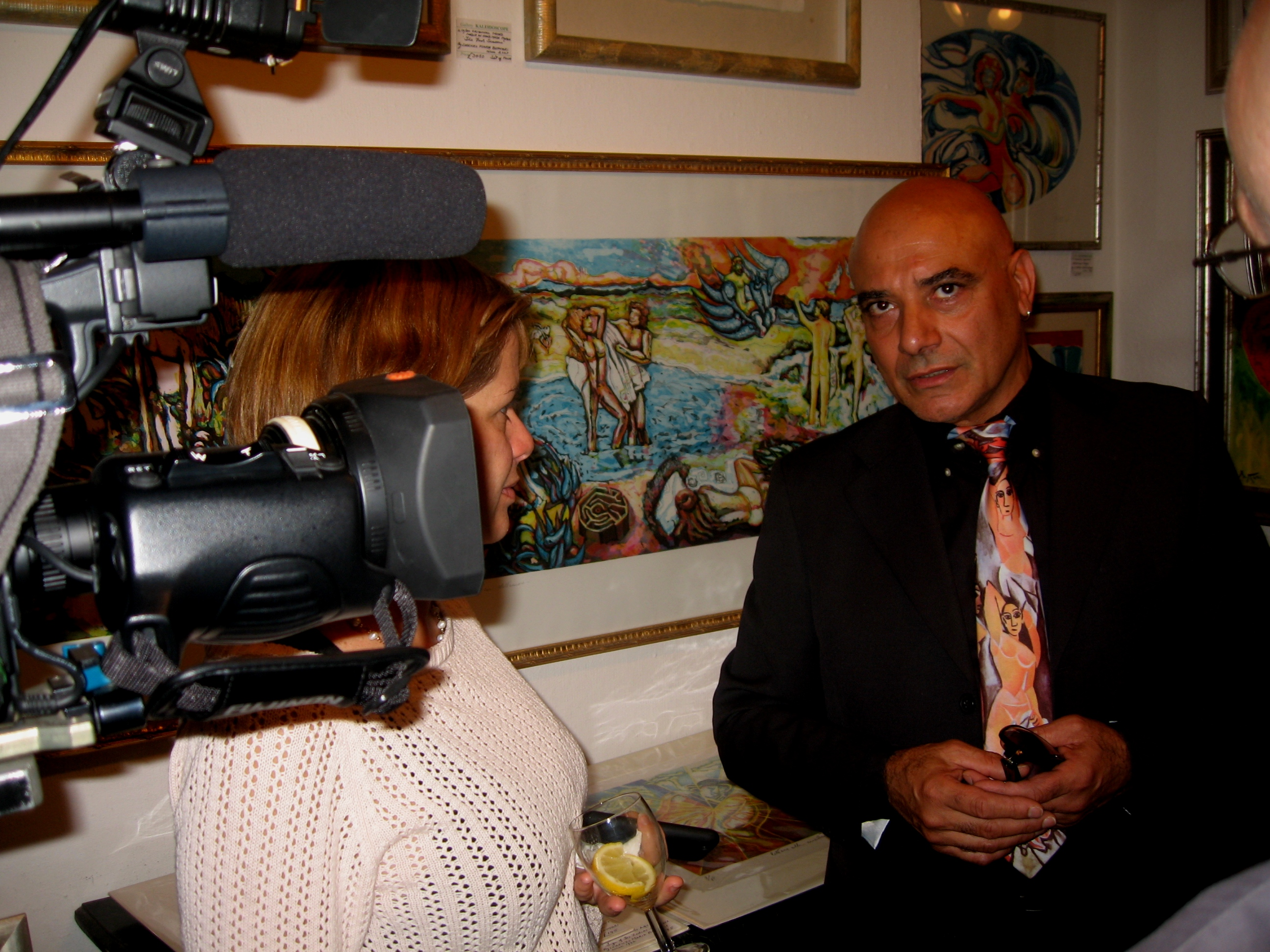
Lorenzo Maria Bottari, 2009

Lorenzo Maria Bottari (* 29. August 1949 in Palermo) ist ein italienischer Maler und Grafiker.

## Leben
Lorenzo Maria Bottari wurde in Palermo geboren. Als zweitletztes von zehn Kindern war er ab dem Alter von fünf Jahren Waise. Frühe künstlerische Impulse erhielt er von Giovanni Varvaro und seinem Cousin Antonio Bottari, einem früheren Lehrer an der Accademia di Belle Arti in Palermo. 1968 verließ er seine Familie, um nach Florenz zu gehen. Sein künstlerisches Vorbild war zu jener Zeit Pablo Picasso. Eine Reihe von Auslandsreisen machten ihn mit einer Vielzahl von Künstlerpersönlichkeiten bekannt, unter ihnen Renato Guttuso, Ibrahim Kodra (1918–2006) und Wifredo Lam. Eine wichtige künstlerische Begegnung war auch die mit dem Fotografen Angus McBean. Sie mündete in der gemeinsamen Veröffentlichung Dialogo tra Fotografia e Pittura (1987). Nach Besuch des Instituto Marangoni in Mailand (1973) und einer vorübergehenden Zusammenarbeit mit dem Goldschmied Nicolas aus Monopoli (1979) setzte er sich 1982 malerisch mit dem Werk des deutschen Fotografen Wilhelm von Gloeden auseinander. Von 1991 bis 1993 war Bottari Präsident der Assoziatione Culturale di Multiart in Mailand. Eine Freundschaft verband ihn mit der Schriftstellerin Alda Merini, die er künstlerisch reflektierte.

## Werke (Auswahl)
- Veronica De Laurentis, Porträt 1968/1969
- Il disordine, 1969
- Patty, 1970
- Monna Lisa tarocco, 1972
- Il pranzo è servito, 1974/1975
- Totem e tabù, 1976
- Musico, 1977
- Villa Palagonia, 1977/1978
- La cattedrale di Palermo, 1980
- Efebo, 1982
- Narciso ripose alla fonte, 1983
- Specchiarsi, 1983
- Il pittore (Renato Guttuso), 1983
- Eruzione, 1985
- I casi dell’amore, fünf Aquarelle, 1986, Aquatinta 1986–1990
- Natura morta in un interno, 1987
- Musica a teatro, 1987
- Die schwebende Jungfrau, 1988
- I love Manhattan, 1990
- Il mappamondo, 1991
- Omaggio a Paul Klee, 1991
- Omaggio a Hodler, 1991
- Taxi dancer, 1994
- L’amico di Rudy, 1995
- Pescabivona, 1998
- La luce, 1999
- A Corigliano con il cuore, 2001
- Ed è subito sera, 2001
- Giocatori di carte, 2002–2004
- Love, 2003
- Inquieta gioventù, 2007
- Tritone e sirena, Aquatinta, 2008
- Vento di guerra, 2008

## Ausstellungen
- 1986: I casi dell’amore, Galleria di Lugano, Lugano
- 2006: Viaggio fra gli dei, Atelier Pasquale Siano, Jean Louis David, Salerno
- 2009: Summer Madness Show, Kaleidoscope Gallery, London

## Schriften
- I casi dell’amore. Schena, 1986.
- mit Angus McBean: Dialogo tra Fotografia e Pittura. Ediprint, Siracusa 1987.
- mit Walter Schönenberger: Il magico volare dei miti. Schena Editione, 1991, ISBN 978-8-87514-546-0.
- Dentro le quinte della vita olte la tena. Schena Editione, 2014.